# Charlotte (Vermont)
Charlotte es un pueblo ubicado en el condado de Chittenden en el estado estadounidense de Vermont. En el año 2010 tenía una población de 3.754 habitantes y una densidad poblacional de 28,74 personas por km².

## Geografía
Charlotte se encuentra ubicado en las coordenadas 44°18′33″N 73°14′6″O / 44.30917, -73.23500.

## Demografía
Según la Oficina del Censo en 2000 los ingresos medios por hogar en la localidad eran de $62,313 y los ingresos medios por familia eran $71,090. Los hombres tenían unos ingresos medios de $52,470 frente a los $35,156 para las mujeres. La renta per cápita para la localidad era de $33,942. Alrededor del 5% de la población estaban por debajo del umbral de pobreza.